# بخش یونگبی
بخش یونگبی (به سوئدی: Ljungby kommun) یک ناحیه شهری در سوئد است که در شهرستان کرونوبری واقع شده‌است.

## خواهرخوانده
شهرهای Ås, Paimio و شیلوته خواهرخوانده‌های بخش یونگبی هستند.